# Дьявольские обряды Дракулы
«Дьявольские обряды Дракулы» (англ. The Satanic Rites of Dracula) — британский фильм ужасов 1973 года.

## Сюжет
Лондон, 1973 год. Граф Дракула (Кристофер Ли) все ещё живёт. В его доме в Хэмпстеде, больше похожем на замок, каждую ночь происходят дикие кровавые оргии в присутствии проминенции, как то: генерал (Локвуд Уэстр), член Палаты общин, лорд (Патрик Барр), учёный Кили (Фредди Джонс) и крупный промышленник Дэнхэм. Вся эта компания намерена уничтожить человечество. Вскоре выясняется, что Дэнхэм и есть Дракула.
Отряд полиции специального назначения намерен расправиться с бандой вампиров. Некоторые из них становятся кровососами. И, если бы не доктор Ван Хельсинг (Питер Кашинг), никто не знает, чем бы это все кончилось. А кончилось все благополучно. Когда Дракула выпрыгнул из горящего дома, подожженного Ван Хельсингом, тот появился на его пути и вонзил кол от забора графу в грудь. Дракула снова превратился в пыль.

## В ролях
- Кристофер Ли — Дракула
- Питер Кашинг — Ван Хельсинг
- Локвуд Уэст — генерал Фриборн
- Патрик Барр — лорд Каррадайн
- Фредди Джонс — Кили